# Werner Nauber
Werner Nauber (* 16. Januar 1941) ist ein deutscher Skilanglauftrainer.

## Werdegang
Nauber betrieb bis 1964 Skilanglauf beim SC Traktor Oberwiesenthal, zu seinen Erfolgen gehörte ein zweiter Platz bei den Juniorenmeisterschaften der Deutschen Demokratischen Republik. Eine Verletzung veranlasste ihn, seine Laufbahn zu beenden. Nauber wurde Trainer und schloss 1972 ein Studium an der Deutschen Hochschule für Körperkultur mit der Diplomarbeit Analyse der Leistungsentwicklung im Skilanglauf - Juniorenbereich des SC "Traktor" Oberwiesenthal im Zeitraum 1969 - 1972 ab. Als DDR-Nationaltrainer der Skilangläufer war Nauber bis 1984 im Amt.
Nach dem Ende der DDR war Nauber an der Zusammenführung der ost- und westdeutschen Kader beteiligt und in der gesamtdeutschen Nationalmannschaft als Wachser und später als Co-Trainer beschäftigt. Als Rentner wurde er 2005 beim Deutschen Behindertensportverband (DBS) als Bundestrainer für die Sportarten Skilanglauf und Biathlon zuständig. Unter seiner Leitung gewannen DBS-Kadermitglieder bei den Paralympischen Winterspielen 2006 und 2010 insgesamt acht Goldmedaillen und erreichten acht zweite beziehungsweise dritte Plätze. Er betreute unter anderem Verena Bentele, Wilhelm Brem und Frank Höfle. 2012 wechselte Nauber beim DBS vom Chef- ins Assistenztraineramt.